# Plagiolophus
Plagiolophus là một chi thực vật có hoa trong họ Cúc (Asteraceae).

## Loài
Chi Plagiolophus gồm các loài: